# Chaebol
Un chaebol (재벌?, 財閥?, JaebeolLR, ChaebŏlMR) è un grande conglomerato industriale che viene gestito e controllato da un proprietario o una famiglia in Corea del Sud. È spesso costituito da un gran numero di affiliati diversificati ed è controllato da un proprietario il cui potere sul gruppo spesso supera l'autorità legale.

## Storia
Il termine, usato per la prima volta nel 1984, è l'equivalente coreano del giapponese zaibatsu e significa "gruppo d'affari". I chaebol hanno svolto un ruolo significativo nella politica sudcoreana. Nel 1988 Chung Mong-joon, membro di una famiglia di chaebol e presidente della Hyundai Heavy Industries, si candidò con successo all'Assemblea nazionale della Corea del Sud, e Hyundai ha compiuto sforzi per contribuire al disgelo delle relazioni tra Corea del Nord e Corea del Sud. Anche altri leader aziendali sono stati scelti per essere membri dell'Assemblea nazionale attraverso il sistema proporzionale. Alcuni sono diventati ben noti marchi internazionali, come Samsung, Hyundai, e LG.

## Descrizione
I chaebol sono entità industriali che possiedono una moltitudine di aziende affiliate che operano in diversi mercati attraverso una diversificazione della struttura produttiva. Sebbene formalmente appaiano come entità indipendenti, in realtà formano un gruppo di aziende che operano sotto un sistema coerente, grazie a relazioni di proprietà del capitale e alla condivisione di dirigenti tra le aziende affiliate.
Di solito, i chaebol sono costituiti da una holding (azienda madre) finanziata da membri della famiglia o parenti, che controlla varie sussidiarie operanti in diversi settori. Spesso, le relazioni tra le aziende affiliate sono complicate da pratiche di circolazione del capitale.
In Giappone, all'inizio del XX secolo, una crescita economica sostenuta si è sviluppata attorno a grandi conglomerati come Mitsubishi, Mitsui, Sumitomo, Fuji, Panasonic e Sanwa, sotto la guida del governo. In Corea del Sud, a partire dagli anni '60, la crescita dei chaebol è stata stimolata da piani di sviluppo economico ispirati al modello giapponese. Tuttavia, alla fine degli anni '90, a causa della richiesta di aiuto finanziario del FMI da parte della Corea del Sud, molti chaebol sono scomparsi, ma alcuni dei principali conglomerati, come Lotte, Samsung e Hyundai Motor Group, esistono ancora.
Il sistema chaebol è oggetto di molte critiche a causa della concentrazione del potere decisionale nelle mani di pochi, che esercitano un controllo unilaterale, ed anche per la mancanza di una netta distinzione tra proprietà e gestione.

## Nella cultura popolare
Come molti altri conglomerati nel mondo, i chaebol coreani hanno una presenza nei media popolari. Ci sono un gran numero di K-drama che presentano chaebol e membri delle famiglie chaebol. Alcuni di questi spettacoli, tra cui Business Proposal, Coffee Prince, What's Wrong with Secretary Kim, King the Land e The Heirs, ritraggono gli stili di vita dei membri delle famiglie chaebol in modo comico. Tuttavia, altri drama ritraggono i membri delle famiglie chaebol come materialisti e arroganti, tra cui Innocent Defendant, Remember, Vincenzo,  Jaebeoljip mangnae-adeul e Big Mouth, riflettendo l'enorme disuguaglianza di reddito e la corruzione politica legate ai chaebol in Corea del Sud.
Inoltre, molti membri delle famiglie chaebol hanno iniziato a utilizzare piattaforme di social media come Instagram e Twitter, dove pubblicano frammenti delle loro vite personali. Alcuni chaebol partecipano anche a tendenze popolari sui social media come i mukbang, come si può vedere su popolari canali YouTube. Alcuni hanno suggerito che questi tentativi di umanizzare i chaebol siano puramente strategie finanziarie.